# Neuhaus am Inn
Neuhaus am Inn (ufficialmente Neuhaus a.Inn) è un comune tedesco di 3 537 abitanti, situato nel land della Baviera.